# Залесный (Марий Эл)
 Залесный  — посёлок в Моркинском районе Республики Марий Эл. Входит в состав Красностекловарского сельского поселения.

## География
Находится в юго-восточной части республики Марий Эл на расстоянии приблизительно 21 км по прямой на юг-юго-запад от районного центра посёлка Морки.

## История
Посёлок был основан в 1934—1935 годах как лесоучасток. В годы войны лесоучасток закрыли и в его бараках разместился Кужерский детский дом. В 1956 году детский дом переехал в посёлок Красный Стекловар, а на его базе было образовано учреждение республиканского подчинения «Красностекловарский дом инвалидов» (свыше 200 человек пациентов).

## Население
Население составляло 323 человека (татары 34 %, русские 41 %) в 2002 году, 296 в 2010.